# Jonny Wilkinson
Jonathan "Jonny" Peter Wilkinson, CBE (Frimley, 25 de Maio de 1979) é um jogador inglês de rugby union que joga na posição de abertura. É considerado um dos maiores jogadores da história não só em sua posição, mas em seu esporte como um todo. É um ícone da Seleção Inglesa de Rugby Union, tido como um atleta inteligente na armação, diferenciando-se de muitos colegas de posição também pela grande qualidade nos tackles e no apoio, sendo incansável na defesa e, ainda, preciso nos chutes. Foi exatamente por conta de um deles que ele ficou eternizado no esporte, ao acertar um drop goal no último minuto do segundo tempo da prorrogação da final da Copa do Mundo de Rugby Union de 2003 (torneio onde foi o artilheiro) que deu o título aos ingleses contra a anfitriã Austrália, em Sydney. Lances de bola parada cedidas pelos adversários já foram consideradas "penais capitais quando se tem Jonny Wilkinson por perto".
Além do título de 2003, Wilkinson alcançou ainda o expressivo vice-campeonato no mundial seguinte, o de 2007, tendo disputado também as Copas de 1999 e 2011, totalizando quatro participações na Copa do Mundo de Rugby Union. Fora o célebre drop goal, também notabilizou-se como um grande pontuador. É o segundo maior artilheiro em jogos de seleções, atrás do neozelandês Dan Carter, e o maior da seleção inglesa, pela qual fez 1179 pontos. No total, fez 1246, somando os 67 que alcançou pelos British and Irish Lions, a seleção que reúne Grã Bretanha e Irlanda. O recorde chegou a ser de Wilko, que foi superado por Carter em 2010. Só outros três somaram mil pontos ou mais por seleções - o galês Neil Jenkins, o argento-italiano Diego Domínguez e o irlandês Ronan O'Gara.
Wilkinson ainda é o maior anotador de penais (255) e drop goals (36) da história, tendo marcado ainda sete tries e 169 conversões.  É também o maior artilheiro do Seis Nações e das Copas do Mundo, totalizando nesta 249 pontos, e o único a marcar em duas finais mundiais.  Seus números ficam ainda mais expressivos se considerados a série de contusões e consequentes períodos afastado dos jogos que ele sofreu na carreira. A grande lacuna em sua carreira, que vinha sendo a falta de títulos continentais por clubes, foi resolvida perto da aposentadoria (Copa Heineken 2012-13), com ele ainda sendo a grande figura.

## Carreira

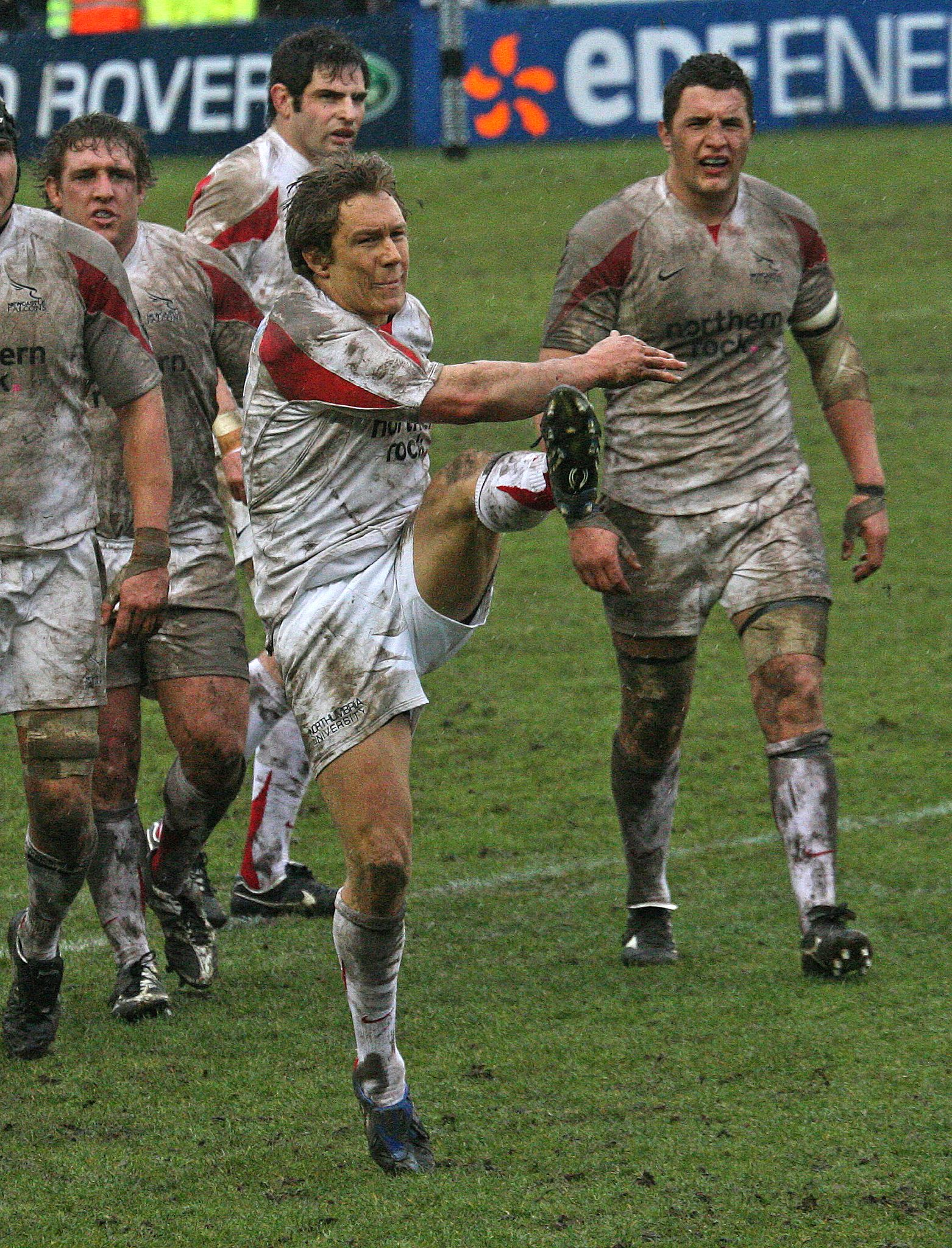
Chutando pelo Newcastle Falcons, onde começou a carreira e jogou por doze anos.

Wilkinson foi formado no Newcastle Falcons, na região norte inglesa, onde o rugby league tem mais apelo popular que o rugby union. Debutou em 1997, logo sendo campeão inglês na temporada 1997-98. Ao fim da temporada, pouco antes dos 19 anos de idade, fez em 1998 a sua primeira partida pela Inglaterra, sendo àquela altura o mais novo jogador na equipe desde 1927. No ano seguinte, foi à sua primeira Copa do Mundo de Rugby Union.
Outro ano depois, em 2000, já demonstrava influência decisiva na seleção, em amistosos contra Austrália e África do Sul, conseguindo também o título do primeiro Seis Nações. Em 2001, quando foi bicampeão seguido do Seis Nações, venceu a Copa da Inglaterra pelo Newcastle e estreou pelos British and Irish Lions, já havia se tornado o maior pontuador pela seleção, ao superar os 396 pontos do então recordista, seu "mentor" Rob Andrew. Em 2003, conseguiu novo Seis Nações.
No mesmo ano, foi o símbolo da inédita conquista na Copa do Mundo de Rugby Union de 2003, sobre a Austrália, em Sydney. Já havia sido fundamental anteriormente, nas fases eliminatórias, primeiramente na classificação sobre o País de Gales: os galeses marcaram três tries e sofreram apenas um, mas acabaram derrotados por fornecerem quatro penais a Wilkinson, que acertou também um drop goal. Ele também liderou a vitória sobre a rival França, que marcou o único try do jogo mas viu Wilko arrematar cinco penais e três drop goals. A decisão contra os australianos foi das mais emocionantes, encerrada no tempo normal em 14-14 com Wilkinson acertando quatro penais. A Inglaterra poderia ter vencido ainda no tempo normal, quando conservava uma vantagem de seis pontos até os minutos finais. Na prorrogação, Wilkinson recolocou os britânicos na frente, mas a três minutos do fim Elton Flatley, seu equivalente australiano responsável pelo empate no tempo normal, voltou a igualar o placar.
O placar estava 17-17 até o último minuto da segunda metade do tempo extra, quando Wilko acertou o mais célebre drop goal do esporte. Mais precisamente, eram os últimos 21 segundos da prorrogação quando ele concluiu sua terceira tentativa de drop na partida; o centro Mike Catt, após repasses de bola depois que o asa Lewis Moody pegara um arremesso lateral, seguiu em frente até ser bloqueado. O scrum-half Matt Dawson enganou os adversários e, em vez de entregar a bola a um companheiro, seguiu quinze metros dali, adiante, até ser parado também. O asa Neil Back e o segunda linha Martin Johnson ganharam um pouco mais de terreno, até Dawson, recuperado, repassar a bola para Wilkinson mandá-la acima do "H" das traves.
Aquele foi o primeiro (e ainda único) título mundial de uma nação do hemisfério norte  e representou também uma revanche: doze anos antes, os australianos haviam vencido a Inglaterra em Londres na final da Copa do Mundo de Rugby Union de 1991. Em 2003, a celebração pós-título em Londres reuniu aproximadamente 700 mil pessoas e ainda é a maior comemoração esportiva no Reino Unido. Quando, nove anos depois, a cidade recebeu os Jogos Olímpicos de Verão de 2012, a cerimônia de abertura usou referências vitoriosas de cada nação britânica no rugby union, mostrando imagens de tries (a jogada mais valorizada, fornecendo 5 pontos) de Escócia, País de Gales e Irlanda; a referência inglesa na ocasião, por sua vez, foi aquele drop goal (que fornece 3 pontos) de Wilkinson. Ele, que fora ainda o artilheiro da Copa de 2003 (113 pontos), foi eleito merecidamente o melhor rugbier do mundo pela International Rugby Board, e também a personalidade esportiva do ano pela BBC em 2003.
Depois do título, porém, a carreira de Wilkinson sofreria com lesões. Problemas no joelho, nos ligamentos, nos braços, nos ombros e até no fígado o afastaram da seleção. Sem ele, o Newcastle venceu a Copa da Inglaterra em 2004. Wilko só voltou a defender a Inglaterra mais de mil dias depois da conquista, em 2007, embora tenha chegado a jogar pelos British and Irish Lions no período, em 2005. Em sua volta, em clássico contra a Escócia, conseguiu um recorde de 27 pontos em um único jogo na Calcutta Cup. Na semana seguinte, o inglês obteve nova marca, ao se tornar o maior pontuador do Seis Nações, contra a Itália. Contudo, ele ainda enfrentou novas lesões antes de disputar a Copa do Mundo de Rugby Union de 2007.

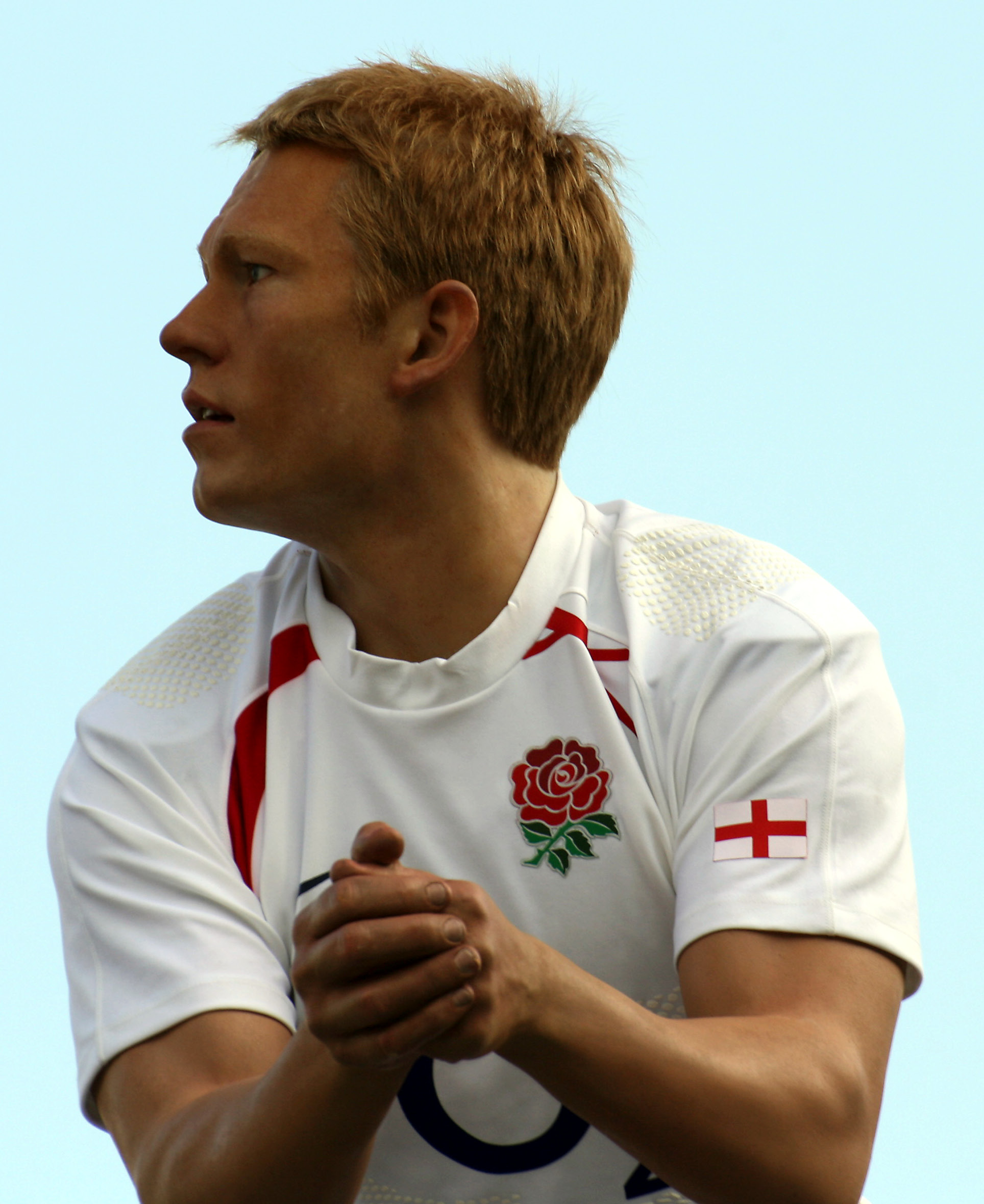
Estátua de cera de Wilkinson, quando exposta na Trafalgar Square, em Londres, por ocasião da Copa do Mundo de Rugby Union de 2007.

Na estreia no mundial, os ingleses, sem Wilkinson, perderam por 0-36 para a África do Sul. Com ele de volta, os detentores do título se reergueram e cresceram nos momentos certos, vencendo novamente a Austrália, dessa vez nas quartas-de-final. Os chutes de Wilkinson novamente foram decisivos, com quatro penais garantindo vitória difícil por 12-10. Os ingleses depois eliminaram na semifinal a França, que era a anfitriã e que havia provocado o ineditismo de eliminar a tradicional Nova Zelândia nas quartas-de-final. A decisão foi um reencontro entre Inglaterra e os sul-africanos, que não deram chances e foram campeões. Nesse jogo, Wilkinson acertou o drop goal fatal a dois minutos do fim, em vitória por 14-9. Mas ele não foi favorecido na final, em que os sul-africanos venceram novamente, por 15-9.
Em março de 2008, pelo Seis Nações do ano, Wilkinson tornou-se o maior pontuador entre os jogos de seleções, e em um clássico contra a Escócia em Edimburgo, no Murrayfield. Neil Jenkins foi o recordista ultrapassado. Também naquele Seis Nações, alcançou outro recorde, o de acertos em drop goals por seleções, superando Hugo Porta ao conseguir o 29º. Mas o deslocamento de um joelho o deixou de fora do jogo por oito meses, fazendo-o perder a turnê de 2009 dos British and Irish Lions. Paralelamente, seu lugar na seleção passou a ser pressionado por concorrentes mais jovens, como Toby Flood.
Wilko retornou à cena internacional ao fim de 2009, ano em que deixara o Newcastle pelo rugby union francês, assinando com o Toulon  - quase foi campeão francês de imediato, com o time provençal caindo nas semifinais após ter encerrado a fase inicial da vice-liderança. No Seis Nações 2010, Wilkinson superou Ronan O'Gara como maior pontuador deste torneio. No mesmo ano, convivendo com críticas à seleção inglesa por chamá-lo enquanto jogava fora da Inglaterra,
Apesar de houver quem pedisse pelo seu banimento da seleção por jogar fora, como Lawrence Dallaglio, Wilkinson seguiu nas convocações. Participou do título no Seis Nações 2011 (o primeiro vencido pela Inglaterra desde o de 2003),  no qual inclusive retomou de Dan Carter o posto de maior artilheiro de seleções; Carter voltaria a superá-lo no Três Nações do mesmo ano. Wilkinson terminou como um dos três "forasteiros" no elenco inglês para a Copa do Mundo de Rugby Union de 2011, um retorno visto como diferencial para que sua equipe fosse considerada candidata séria ao título.
Wilkinson, porém, não se deu bem no mundial, ficando marcado por perder quantidade incomum de chutes nos jogos contra Argentina e Escócia, na fase de grupos, ainda que a Inglaterra tenha vencido ambos e o foco dos erros do abertura tenha passado para a bola do mundial - o formato estaria prejudicando os chutadores, provocando comparações à Jabulani, em polêmica que chegou a ser classificada como Ballgate.

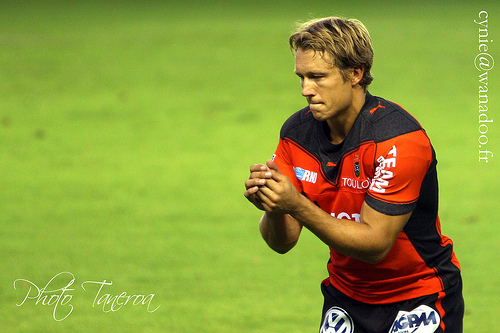
No francês Toulon, seu segundo e atual clube.

Em sua quarta Copa, Wilkinson foi eliminado com os demais ingleses já nas quartas-de-final, contra a França, tendo uma atuação discreta. Foi sua última partida pela Rosa: em dezembro do mesmo ano, ele anunciou que estava retirado da seleção. A declaração foi seguida de elogios e exaltações de antigos companheiros; Clive Woodward, seu técnico no mundial de 2003, afirmou estar "orgulhoso de ter participado de um grupo campeão do mundo ao lado de um jogador como Wilkinson".
Wilko seguiu carreira no Toulon, terminando a temporada 2011-12 com dois vice-campeonatos: o clube chegou à final da Copa Desafio Europeu, que poderia ser o primeiro troféu continental clubístico do abertura. Em decisão francesa, contra o Biarritz Olympique, A equipe perdeu por três pontos de diferença, com Wilkinson errando chutes (que, no rugby union, normalmente valem três pontos) tidos como acertáveis quando ele era mais jovem. No campeonato nacional, o Toulon chegou à sua primeira final em vinte anos, mas perdeu-a para o Toulouse.
Apesar dos reveses nas decisões, Wilkinson foi o único inglês e único do campeonato francês a estar entre os nomeados a melhor jogador clubístico do continente. Depois de mais de um ano aposentado da seleção inglesa, foi cogitado para integrar a turnê de 2013 dos British and Irish Lions. Sua convocação não se concretizou por conta de seus compromissos com o Toulon, uma vez que os Lions jogariam no mesmo dia da final do campeonato francês. O Toulon ficaria no vice-campeonato.
Em abril de 2013, ele renovou seu contrato com o Toulon por mais uma temporada, anunciando que se aposentará ao fim dela. No mesmo mês, ele, marcado pela falta de um título continental por clubes, foi decisivo ao liderar a equipe rumo ao título da competição europeia mais importante, a Heineken Cup. As semifinais foram contra o Saracens, onde jogava aquele que é tido como o sucessor de Wilko na Inglaterra, Owen Farrell. Wilkinson marcou sete penais e um drop goal, este no lance mais emblemático da partida - com ela ainda indefinida, ele arriscou com sucesso o drop mesmo sob pressão de tackle do próprio Farrell. Wilkinson marcou todos os 24 pontos franceses no jogo e os últimos 45 feitos por seu time. A decisão foi diante do único time ainda invicto na edição, o Clermont, que ficou à frente na maior parte do tempo. Nos últimos 20 minutos, vencia por 16-9, justamente sendo este o momento em que o inglês acertou um penal para recolocar seu clube na disputa. O lance influiu psicologicamente e em três minutos o Toulon conseguiu um try, com Wilkinson virando a partida para 17-16 ao acertar o chute de conversão. O placar permaneceu este graças a outro lance do abertura: no antepenúltimo minuto, ele conseguiu bloquear tentativa adversária de drop goal. A final foi descrita como "a coroa na cabeça do rei".

## Títulos

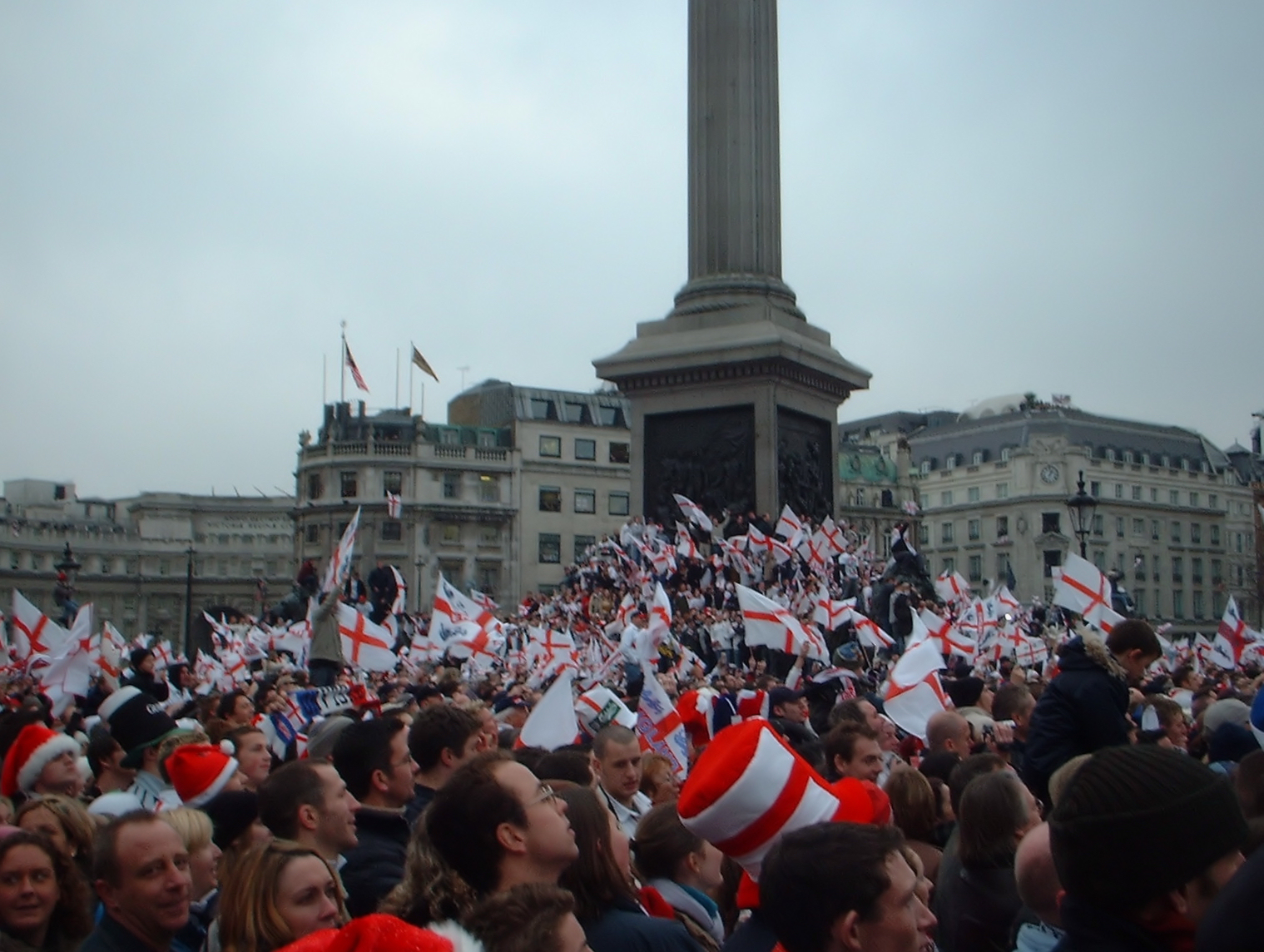
Comemorações populares após o título na Copa do Mundo de Rugby Union de 2003. Com 700 mil pessoas reunidas em Londres, ainda é a celebração esportiva mais numerosa já ocorrida no Reino Unido.

- Newcastle Falcons

Campeonato Inglês1997-98 
Copa da Inglaterra2000-01 
- Toulon

Heineken Cup2012-13 
- Seleção Inglesa

Seis Nações2003, 2011 
Copa do Mundo de Rugby Union2003 
- Melhor jogador de rugby do mundo pela IRB: 2003 [11]

## Marcas
- Maior artilheiro das Copas do Mundo de Rugby Union (277 pontos) [47]
- Segundo maior artilheiro das Copas do Mundo de Rugby Union em uma única edição (113 pontos em 2003) [48]
- Único a pontuar em duas finais de Copa do Mundo de Rugby Union [1]
- Maior conversor de penais nas Copas do Mundo de Rugby Union (58) [49]
- Maior conversor de drop goals nas Copas do Mundo de Rugby Union (14) [50]
- Artilheiro da Copa do Mundo de Rugby Union de 2003 (113 pontos) [19]
- Terceiro jogador com mais partidas em Copas do Mundo de Rugby Union (19) [51]
- Segundo maior artilheiro de jogos de seleções (1.246 pontos) [3]
- Um dos cinco a marcar mil pontos ou mais em jogos de seleções [5]
- Maior artilheiro da Seleção Inglesa de Rugby Union (1.179 pontos) [3]
- Maior artilheiro do Seis Nações (249 pontos) [1]
- Maior conversor de penais do rugby union (255 até 2011) [3]
- Maior conversor de drop goals do rugby union (36 até 2011) [3]